# Harris Jayaraj
Harris Jayaraj (né le 8 janvier 1975 à Chennai) est un compositeur et organiste tamoul. Il a également composé pour le cinéma.

## Discographie
- Minnale
- Majnu
- 12B
- Leysa Leysa
- Samourai
- Sammy
- Kakka Kakka
- Arul
- Arasatchy
- Chellemae
- Ullam Kekumae
- Anniyan
- Ghajini
- Kovil
- Vettaiyadu Velaiyadu
- Pachakili Muthucharam
- Unale unale
- Sainikudu
- 7AM Arivu
- Bheema
- Sathyam
- Dhaam Dhoom
- Vaaranam Aayiram
- Ayan
- Thuppakki
- Nanban
- Surangani
- Aadhavan
- Iru Mugan
- Dev